# Podůlší
Podůlší település Csehországban, a Jičíni járásban. Podůlší Brada-Rybníček, Dílce, Jinolice és Železnice településekkel határos. Lakosainak száma 251 fő (2024. január 1.).

## Népesség
A település lakosságának változását az alábbi diagram mutatja:
| Lakosok száma | 297  | 221  | 188  | 137  | 124  | 255  | 257  | 259  | 237  | 251  |
|               | 1869 | 1900 | 1921 | 1961 | 1980 | 2011 | 2016 | 2019 | 2021 | 2024 |